# Kevin MacDonald (Fußballspieler)
Kevin Duncan MacDonald (* 22. November 1960 in Inverness) ist ein ehemaliger schottischer Fußballspieler und aktueller -trainer. Als gleichsam kampfstarker wie technisch versierter zentraler Mittelfeldspieler machte er sich zunächst bei Leicester City einen Namen im englischen Fußball und wechselte zur Mitte der 1980er-Jahre als potentieller Nachfolger des nach Italien abgewanderten Graeme Souness zum FC Liverpool. Dort gewann er 1986 das „Double“ aus englischer Meisterschaft und FA Cup, hatte danach aber sehr unter Verletzungen zu kämpfen. Nach dem Ende seiner aktiven Laufbahn wechselte er ins Trainerfach und arbeitet zurzeit für Aston Villa.

## Sportlicher Werdegang

### Spielerkarriere

#### Leicester City (1980–1984)
Wenig deutete zunächst auf einen Sprung in den Profifußball hin, denn anstelle einer prominenten Jugendakademie spielte der junge Kevin MacDonald noch im Alter von 19 Jahren auf Teilzeitbasis in der kleinen schottischen Highland League und arbeitete parallel im öffentlichen Dienst. Das Talent des robusten zentralen Mittelfeldspielers sprach sich jedoch schnell bei renommierten Vereinen herum und als der englische Erstligist Leicester City ein lukratives Angebot unterbreitete, zögerte der Umworbene nicht lange. Die körperlich anspruchsvolle Schule im unterklassigen schottischen Fußball wirkte sich direkt positiv aus und MacDonald war auf Anhieb den Belastungen im Profifußball derart gewachsen, dass er kurz nach seiner Verpflichtung vor Ende 1980 zu seinen Debüteinsätzen kam. Bei seinem ersten Ligastart im heimischen Stadion gegen den FC Middlesbrough schoss er zudem per Elfmeter sein erstes Tor für den Klub. Trotz insgesamt 20 Ligapartien in der Saison 1980/81 endete MacDonalds erstes Jahr enttäuschend mit einem Abstieg in die Zweitklassigkeit, der zwei Jahre später mit dem Wiederaufstieg korrigiert werden konnte. Dazu erreichte der Klub in der Spielzeit 1981/82 das Halbfinale im FA Cup, woran jedoch MacDonald keinen großen Einfluss hatte, da Trainer Jock Wallace entschieden hatte, in den Pokalspielen das Zentrum mit Andy Peake und Ian Wilson zu besetzen. Als im August 1982 dann Gordon Milne auf Wallace gefolgt war, beförderte dieser MacDonald umgehend zum neuen Mannschaftskapitän. Als „Chef“ im Mittelfeld machte er sich schließlich im englischen Fußball mit Zweikampfstärke und Ausdauer endgültig einen guten Namen und half dazu im Aufstiegskampf in den letzten knapp zehn Pflichtspielen der Saison 1982/83 für den verletzten Larry May als Innenverteidiger aus.
MacDonald bestätigte in der Saison 1983/84 in der obersten englischen Spielklasse die Leistungen aus dem Vorjahr und da der finanzielle klamme Verein auf eine Geldspitze angewiesen war, reduzierte sich das Problem schnell auf die Frage, ob nun er oder der begehrte Stürmer Gary Lineker verkauft werden sollte. Da man den Torjäger Lineker als nicht ersetzbar für den Kampf um den bevorstehenden Klassenerhalt einstufte, ließen die „Füchse“ im November 1984 MacDonald, der zudem „wechselwillig“ war, ziehen. Dabei wurde mit dem amtierenden Meister FC Liverpool ein zahlungskräftiger Interessent gefunden, der die Ablösesumme von 400.000 Pfund aufbrachte.

#### FC Liverpool (1984–1989)
Beim FC Liverpool sollte MacDonald den nach Italien abgewanderten Graeme Souness ersetzen. Dabei hatte Trainer Joe Fagan die Aufgabe, ein Mittelfeld ohne den ehemaligen Schlüsselspieler aufzubauen, als so schwierig angesehen, dass er mit John Wark bereits einen Akteur gleicher Prägung verpflichtet hatte. MacDonald hatte wie in Leicester nur wenig Anpassungsschwierigkeiten und war sofort eine feste Größe in der Mannschaft, die das Endspiel im Europapokal der Landesmeister erreichte, das tragisch als Katastrophe von Heysel in die Fußballgeschichte einging – er selbst stand bei der 0:1-Niederlage jedoch nicht auf dem Platz.
In der anschließenden Saison 1985/86 tat er sich unter dem neuen Trainer Kenny Dalglish zunächst schwer, erarbeitete sich dann aber nach der Jahreswende immer mehr die Rolle des Stammspielers. In den letzten fünf Saisonpartien stand er jeweils in der Startelf, was ihm neben dem Gewinn der englischen Meisterschaft auch einen Platz im Team für das FA-Cup-Finale gegen den Lokalrivalen FC Everton einbrachte, das mit 3:1 gewonnen wurde. Kurz nach diesem großen Erfolg ereilte ihn ein schwerer sportlicher Rückschlag, als er sich am 20. September 1986 gegen den FC Southampton ein Bein brach. Die Verletzung erforderte zwei Operationen und eine Pause von knapp einem Jahr. Als er schließlich in die Mannschaft zurückkehrte, hatte Trainer Dalglish mit Steve McMahon hochkarätigen Ersatz verpflichtet. Der Weg zurück war ihm dadurch versperrt und nach zwei kurzen Leihperioden bei Ex-Klub Leicester City und den schottischen Glasgow Rangers wechselte er im Juli 1989 ablösefrei zum Erstligakonkurrenten Coventry City.

#### Letzte Stationen (1989–1993)
Nach zwei ersten Einwechslungen Anfang September 1989 stand MacDonald gegen den FC Chelsea erstmals als „Aushilfsstürmer“ für Cyrille Regis in der Startelf von Coventry City und war danach unter Trainer John Sillett zumeist im Abwehrzentrum zu finden. In seinem zweiten Jahr kam er unter dem neuen (Spieler-)Trainer Terry Butcher jedoch nur noch selten zum Zuge und stattdessen sammelte er ab März 1991 beim Viertligisten Cardiff City in acht Ligapartien im Mittelfeld ein wenig Spielpraxis. Nach zwei weiteren Jahren beim ebenfalls in der vierthöchsten Spielklasse aktiven FC Walsall, in denen ihm in 53 Ligaspielen noch einmal sieben Treffer gelangen, beendete er seine aktive Laufbahn und wechselte in den Trainerstab von Leicester City.

### Trainerlaufbahn
Es dauerte nicht lange, bis MacDonald im Rampenlicht der Premier League erschien. Nach dem Abgang von Brian Little und vor der Verpflichtung von Brian McGhee betreute er die Profimannschaft von Leicester City zwischen Ende November und Mitte Dezember 1994 auf Interimsbasis.
Seit 2003 arbeitet er für Aston Villa und ist aktuell Trainer der Reservemannschaft. Als Steve Staunton im Januar 2006 die irische Nationalmannschaft übernahm, ernannte er MacDonald zu seinem Kotrainer. Dieser kombinierte fortan die Funktion mit seinen weiter bestehenden Aufgaben bei Aston Villa bis zur Entlassung von Staunton im Oktober 2007.
Als fünf Tage vor Beginn der Saison 2010/11 Aston Villas Cheftrainer Martin O’Neill von seinem Posten überraschend zurücktrat, folgte ihm MacDonald interimistisch nach, bis schließlich einen Monat später der Franzose Gérard Houllier als dauerhafte Lösung vorgestellt wurde und MacDonald ins „zweite Glied“ zurückkehrte. Nach der Entlassung von Steve Bruce Anfang Oktober 2018 übernahm MacDonald erneut interimistisch den Cheftrainerposten bei Aston Villa und betreute die Mannschaft bei einer 1:2-Niederlage gegen den FC Millwall, bevor Dean Smith das Traineramt übernahm.

## Titel/Auszeichnungen
- Englische Meisterschaft (1): 1986
- Englischer Pokal (1): 1986
- Charity Shield (1): 1986 (geteilt)